# Bulvár Zorana Đinđiće (Bělehrad)
Bulvár Zorana Đinđiće (v srbské cyrilici Булевар Зорана Ђинђића) je ulice v srbské metropoli Bělehradu. Jedná se o rušnou ulici v místní části Nový Bělehrad a jednu z jeho hlavních dopravních os. Je dlouhá 3200 metrů. Tvoří ji dvě dvouproudé vozovky a centrální pás doplněný parkovištěm. Mimo jiné díky svojí šířce je také zvažována i pro výstavbu tramvajové trati nebo povrchový úsek bělehradského metra.[zdroj?]

## Historie
Ulice byla zbudována při realizaci Nového Bělehradu po druhé světové válce. Její původní název zněl Bulvár AVNOJe (srbochorvatsky Bulevar AVNOJ-a) podle Antifašistického zasedání lidového osvobození Jugoslávie, které se konalo během války a které bylo klíčovou událostí formování poválečného státu.
Třída byla pojmenována v první dekádě 21. století po tragicky zahynulém srbském prezidentovi Zoranu Đinđićovi.

## Významné budovy
- Jižní strana:
  - Blok 34 (Nový Bělehrad)
  - Blok 33 (Nový Bělehrad)
  - Blok 29 (Nový Bělehrad)
  - Blok 25 (Bělehradská aréna).
  - Blok 22 (Nový Bělehrad)

- Severní strana

- - Blok 4 (Nový Bělehrad)
  - Blok 30 (Nový Bělehrad)
  - Blok 26 (Nový Bělehrad)
  - Blok 21 (Nový Bělehrad)

Kromě toho se zde nachází také ještě policejní budova, celní ředitelství a dříve zde sídlila i televizní stanice B92.